# 茜雪
茜雪，《红楼梦》中怡红院的大丫头之一。因第八回中的枫露茶事件惹怒宝玉，被宝玉撵了出去。现存的《红楼梦》稿本中，自此事件后，再无提及此人。 但脂批披露，在《红楼梦》八十回后的原稿中应该还有关于此人善良本性、与宝玉感情深厚，不計前嫌，探望獄神廟中的寶玉等重要情节描写 。